# AngelScript
AngelScript é uma biblioteca de códigos para uso em C++, O seu objetivo é fornecer uma biblioteca fácil de usar e que seja poderosa, mas que não seja sobrecarregada por uma grande quantidade de recursos raramente usados.

## Sobre
O desenvolvimento começou em fevereiro de 2003, com o primeiro lançamento público em 28 de março de 2003, com apenas as funcionalidades mais básicas.
O AngelScript está estruturado em torno de um mecanismo no qual o aplicativo deve registrar as funções, propriedades e até tipos, que os scripts poderão usar. Os scripts são então compilados em módulos, nos quais o aplicativo pode ter um ou mais módulos, dependendo da necessidade do aplicativo. O aplicativo também pode expor uma interface diferente para cada módulo através do uso de perfis de acesso. Isso é especialmente útil quando o aplicativo trabalha com vários tipos de scripts, por exemplo GUI, controle de IA, etc. Possui digitação estática, identificadores de objetos (semelhantes aos do      C++), orientação a objetos, herança única, herança múltipla com interfaces. Permite que os operadores sejam registrados e sobrecarregados.
O AngelScript é muito utilizado em videos-games. Incluindo jogos como, Amnesia: The Dark Descent, Amnesia: A Machine for Pigs, Penumbra Overture etc. A linguagem também é usada em robôs, por exemplo, para programar regras comportamentais.

## Exemplos

### Exemplo 1 (Uso de funções)[8]
```
// This function returns a value in the output parameter
void func(int &out outputValue)
{
    outputValue = 42;
}
// Call the function with a valid lvalue expression to receive the output value
int value;
func(value);
// Call the function with 'void' argument to ignore the output value
func(void);
```

## Links
- Website oficial
- AngelScript-JIT-Compiler no GitHub